# 范贊特 (密蘇里州)
范贊特（英語：Vanzant）是位於美國密蘇里州道格拉斯縣的非建制地區。

## 歷史
范贊特的郵局自1892年營運至今。

## 地理
范贊特所處的海拔為高於海平面357米（即1171英呎），而該地所採用的時區為UTC-6，即北美中部時區（CST）。同時該地設有夏令時間，為UTC-6調快一小時，即UTC-5（CDT）。